# 黛安娜·摩尔多瓦
黛安娜·摩尔多瓦（Diana Moldovan；1987年3月13日—），羅馬尼亞超級名模。她是高級時裝品牌：Hermes、Yves Saint Laurent Beauty及Lacoste的代言人。黛安娜上過Vogue Italia及ELLE等雜誌封面或內頁，也有參與Louis Vuitton、Chanel、Lanvin等著名時裝及奢侈品的時裝展。